# コスメディ製薬
コスメディ製薬株式会社（コスメディせいやくかぶしきがいしゃ）は、京都府京都市南区に本社を置き、医薬品・化粧品・医療機器の研究開発および製造・販売を行う企業。注射針の代わりに、長さ数百ミクロンの微細な針に有効成分を含ませて、皮膚に貼り付けることでその成分を体内に送るマイクロニードル技術が注目される。

## 概要
2001年5月創業。京都薬科大学発のベンチャー企業。経皮吸収薬に特化した事業を行う。マイクロニードル『富士山ニードル』の開発および、関連化粧品『クオニス』などの製造･販売を行う。

### 溶解型マイクロニードルの開発
薬効成分を皮膚から吸収させる経皮吸収治療技術（TTS技術）を基盤に受託研究や共同開発を手掛ける「医薬品事業」と、経皮薬品開発から生まれたオリジナル浸透型化粧品の開発・製造・販売を中心とする。中でも微細な針を皮膚に投与するマイクロニードルの技術が特筆される。薬剤を微細な針で注入するマイクロニードルの研究は米国で既に始まっていたが、針が金属製などで安全面の問題があった。同社は皮膚内で溶ける成分で作った溶解型マイクロニードルの開発に成功。2008年にはマイクロニードルを応用した化粧品として世界で初めて製品化する。従来の表皮に塗る化粧品と比較して吸収効率がよいため、スキンケアをはじめ、育毛や唇用のパック製品として販売され、大手化粧品会社も含め多くの企業が参入している領域だが、それらのほとんどに対して同社がOEM供給を展開し、国内では独占的な地位を確立。中国を中心にアジア・欧州への市場開拓も視野に入れている。

### 化粧品への応用
創業以来、「注射で泣く子をゼロにしたい」という思いのもと、注射に代わる医療技術の開発に取り組んできた。その技術を応用したマイクロニードル化粧品はヒアルロン酸など皮膚本来の物質を素材とする針で作られた「痛くない」ニードルコスメであり、刺さった針は皮膚内で溶解・浸透し、それ自体が保湿などの働きをする。同社のマイクロニードルには、ヒアルロン酸でできたものに加え、2023年9月に開発したコラーゲンとヒアルロン酸をニードルに共存させた「コラーゲンニードル」のほか、アミノ酸の一種である水溶性のタウリンを繊細な針状に結晶化させ、その針の中にヒアルロン酸などの高分子成分を内包させる技術を確立済みの「タウリン結晶マイクロニードル」がある。同技術は、ODMでは扱わず自社製品にのみ配合している。2024年4月にはこれを配合し『京薬粧 薬用ニードルスキンケアシリーズ』（医薬部外品）として製品化する。さらに同製品開発を機にBtoB展開を開始し、バラエティショップでの先行発売後、2024年秋からはドラッグストアでの販売を開始した。
2008年に世界初のマイクロニードル化粧品を販売して以来、数多くのODM実績で高い国内シェアを収めるとともにEC中心にブランドオリジナルを展開。2024年には「痛いコスメ」というワードが注目されたが、同社が「ニードルコスメ」のパイオニアである。

### 富士山ニードル
同社が開発・製造するマイクロニードル「富士山ニードル」が、世界3大デザイン賞の一つであるiF DESIGN AWARD2023を受賞した。

### 医療機器「アネスパッチ」
2023年にはマイクロニードル技術を応用し、歯肉表面に貼ると最速１分で麻酔成分が浸透する医療機器「アネスパッチ」の販売を開始。子どもを含む患者の負担を軽減し、口内炎の処置、乳歯の抜歯など幅広く活用できる。歯科医側にも処置がスムーズになるというメリットをもたらせた。

### タウリン結晶マイクロニードル
皮膚に存在するアミノ酸の一種であるタウリンを、微細な針状に結晶化し、多重結晶化技術で高分子成分を針に内包させた世界初の溶解型マイクロニードル成形技術（特許第7327852号[特願2022-204969]）。従来の貼るタイプではなく、液剤やクリームに配合した「塗る」タイプであるため広い部位のケアを可能にした。アトピー性皮膚炎などの皮膚疾患治療、医療・医薬領域への応用が期待されている。同技術は2025年2月26日、経済産業省近畿経済産業局の「関西ものづくり新撰2025」で、特別賞を受賞した。

### その他
2024年には京都府立医科大学との連携により、マイクロニードル技術を活用した実現すれば世界中の糖尿病患者のQOL向上に寄与できる次世代CGM（持続血糖測定器）の開発にも着手。2015年以前から大学との産学連携による「貼るワクチン」の研究も続けている。
海外への化粧品事業展開でも台湾ではすでに高実績を収め、東南アジア、中東などへ展開中である。

## 沿革
- 2001年5月、有限会社コスメディ設立（京都薬科大学内で活動）。
- 2006年
  - 1月、中小機構 起業家支援施設「クリエイション・コア京都御車」に移転。
  - 6月、組織を株式会社とし、会社名をコスメディ製薬株式会社に変更。
- 2008年
  - 7月、京都工場が「化粧品製造業許可」を取得。
  - 11月、「溶解型マイクロニードル」の実用化、世界初※のマイクロニードル化粧品を上市。

※ 公益社団法人 日本薬剤学会発行 学会誌「薬剤学」より。
- 2009年5月、京都工場が「化粧品製造販売業許可」を取得。
- 2011年6月、本社を京都市南区東九条河西町に移転。
- 2012年
  - 2月、京都工場が「医薬部外品製造販売業許可」を取得。
  - 12月、スキンケアブランド『クオニス』化粧品 販売開始。
- 2017年
  - 6月、育毛ブランド『ファーサ』販売開始。
  - 9月、桂工場が「化粧品製造業許可」「医薬部外品製造業許可」を取得。
  - 10月、桂工場稼働開始。
- 2018年1月 、桂工場が「医療機器製造業許可」を取得。
- 2019年
  - 4月、コスメディ製薬株式会社、京都工場が「第ニ種医療機器製造販売業許可」を取得。
  - 10月、リップケアブランド『リップショット』販売開始。
- 2020年
  - 3月、ボディ用美容パッチ『貼るライフ』販売開始。
  - 10月、吉祥工場が「化粧品製造業許可」「医薬部外品製造業許可」を取得。
  - 11月、吉祥工場稼働開始。
- 2023年
  - 3月、吉祥工場・桂工場がISO22716（化粧品GMP)認証を取得。
  - 4月、タウリンニードルスキンケア『千の潤い』販売開始。
  - 8月、京都工場が「医療機器製造業許可」を取得。
  - 8月、本社を京都市南区西九条東比永城町に移転。
  - 10月、吉祥工場が「医療機器製造業許可」を取得。
  - 10月、マイクロニードル医療機器『アネスパッチ』販売開始。
- 2024年
  - 4月、医薬部外品『京薬粧 薬用ニードルスキンケアシリーズ』販売開始。
- 2025年
  - 1月、京都工場が「第ニ種医薬品製造販売業許可」を取得。
  - 4月、コスメディ製薬がISO13485（医療機器）認証を取得。

以上出典

## 主要製品

### 医療関連
- 医療用マイクロニードル
- テープ医薬
- 医療用粘着剤
- 絆創膏・医療テープ
- 皮膚浸透性受託試験
- トランスビュー（経皮投下試験装置）
- トランスコート（laboratory用マルチコーター）
- トランスタック（ボールタック測定装置）

### 美容関連

#### ODM
- マイクロニードル製品
- 美容シート製品（メルティングマスク）
- 美容シート製品（オイルゲルパック）
- サプリメントパッチ製品

#### 自社ブランド
- 京薬粧ほか6ブランド

## 特許
日本国内ほか海外でも多数特許を取得している。
- 国内 69件
- 海外 99件（アメリカ・中国・韓国・EU・オーストラリア・カナダなど）

※2025年7月現在

## 受賞・認定歴
- 2009年 9月、京都市ベンチャー企業目利き委員会「Aランク企業」認定。
- 2010年 4月、京都府「京都府元気印中小企業」認定。
- 2012年 11月、公益財団法人京都産業21「京都中小企業優秀技術賞」受賞。
- 2015年 4月、第27回中小企業優秀新技術・新製品賞「優秀賞」受賞。
- 2015年 11月、マイクロニードルが2015年度「グッドデザイン賞」受賞。
- 2016年 8月、国立研究開発法人 新エネルギー・産業技術総合開発機構(NEDO)。

「新エネルギー・産業技術総合開発機構理事長賞」受賞。
- 2017年
  - 3月、フジサンケイ ビジネスアイ 第10回日本バイオベンチャー大賞。
  - 「フジサンケイ ビジネスアイ賞」受賞。
  - 9月 	公益財団法人京都高度技術研究所「オスカー」認定。
- 2018年
  - 3月、経済産業省「はばたく中小企業・小規模事業者300社」受賞。
  - 12月、「中国美業大集」にて『クオニス ダーマフィラー（克奥妮斯）』が知美賞（技術創新賞）受賞。
- 2020年 10月、経済産業省「地域未来牽引企業」受賞。
- 2021年 12月、Forbes JAPAN スモール・ジャイアンツ アワード 2021-2022。「ゲームチェンジャー賞」受賞。
- 2023年
  - 4月、富士山ニードルが「iFデザインアワード2023」受賞。
  - 11月、一般社団法人日本記念日協会が11月12日を「マイクロニードル化粧品の日」として制定。
- 2024年
  - 3月、「溶解型マイクロニードル」が日本発明振興協会・日刊工業新聞社第49回発明大賞「発明功労賞」受賞。
  - 「KYOTO,JAPAN IN DUBAI 2024」にて「創造的デザイン賞」受賞。
- 2025年
  - 1月、タウリン結晶マイクロニードル技術が「関西ものづくり新撰2025」特別賞を受賞[18]。
  - 2月、「タウリン結晶マイクロニードル」が経済産業省近畿経済産業局「関西ものづくり新撰2025」にて「特別賞」受賞。

以上出典

## 論文
大学などとの共同でマイクロニードルや経皮吸収に関する論文を多数発表している。

## 所在地
- 本社 - 京都市南区西九条東比永城町75 GRAND KYOTO 3F
- 研究開発センター/京都工場 - 京都市南区東九条河西町32
- 桂工場 - 京都市南区久世築山町377-7
- 吉祥工場 - 京都市南区吉祥院新田下ノ向町2-1